# Ophiomitrella tenuis
Ophiomitrella tenuis är en ormstjärneart som först beskrevs av Jean Baptiste François René Koehler 1904.  Ophiomitrella tenuis ingår i släktet Ophiomitrella och familjen knotterormstjärnor. Inga underarter finns listade i Catalogue of Life.